# Primotrogon wintersteini
Primotrogon wintersteini  (лат.) — вымерший вид птиц рода Primotogon семейства трогоновых. Данный вид был плодоядным, насекомоядным (на основе изучения видов семейства трогоновые). P. wintersteini обитал в олигоцене. P. wintersteini — один из двух видов рода Primotrogon. Вторым видом является P. pumilio.